# Делла Вите, Филиппо
Филиппо Делла Вите (итал. Filippo Della Vite; род. 4 октября 2001, Бергамо, Ломбардия) — итальянский горнолыжник, чемпион мира 2025 года в смешанных командных соревнованиях. Специализируется в слаломных дисциплинах.

## Биография и спортивная карьера
В 16-летнем возрасте, с декабря 2017 года, Филиппо участвовал в гонках FIS и национальных чемпионатах. Изначально спортсмен сосредоточился на технических дисциплинах гигантского слалома и слалома. В феврале 2019 года был участником Европейского юношеского олимпийского фестиваля в Сараево. Месяц спустя впервые выиграл гонку FIS.
20 декабря 2020 года дебютировала на этапах Кубка мира в гигантском слаломе на трассе в итальянской Альта-Бадиа, сошёл с дистанции в первом спуске.
В сезоне Кубка мира 2022/23 годов Делла Вите смог по ходу сезона дважды оказаться в топ-10.
В 2025 году на чемпионате мира в австрийском Зальбахе, Филиппо в составе смешанной команды Италии в параллельном гигантском слаломе завоевал золотую медаль, став чемпионом мира.

## Выступления на крупнейших соревнованиях

### Чемпионаты мира
| Чемпионат мира          | Скоростной спуск | Супергигант | Гигантский слалом | Слалом | Комбинация | Команды | Паралл. гигантский слалом |
| ----------------------- | ---------------- | ----------- | ----------------- | ------ | ---------- | ------- | ------------------------- |
| 2023 Куршевель/Мерибель | —                | —           | 10                | —      | —          | 8       | 18                        |
| 2025 Зальбах            | —                | —           | —                 | —      | —          | 1       | —                         |